# Malocampa maroniensis
Malocampa maroniensis är en fjärilsart som beskrevs av William Schaus 1906. Malocampa maroniensis ingår i släktet Malocampa och familjen tandspinnare. Inga underarter finns listade i Catalogue of Life.